# Krishna Menon
Vengalil Krishnan Krishna Menon (3 de mayo de 1896 – 6 de octubre de 1974) fue un académico indio, activista por la independencia, político, abogado y estadista. Durante su tiempo, Menon contribuyó al Movimiento de independencia de India, las relaciones exteriores de India como ministro de facto de relaciones exteriores, uno de los principales arquitectos de la política exterior india, y actuó como diplomático de Jawaharlal Nehru.
En 1928, Menon fundó la India League en Londres para exigir la independencia total del dominio británico en el subcontinente indio. A finales de la década de 1940, presidió asuntos indo-británicos y provocó la selección del último Virrey británico de la India, Louis Mountbatten.
Después de la independencia de India, facilitó la diplomacia internacional y resoluciones en situaciones como la Crisis de Suez, la guerra de Corea, la invasión de Hungría por Rusia, Chipre, Indochina, Taiwán, y la captura china de aviadores estadounidenses, mientras apoyaba el espíritu anticolonial de lo que eventualmente nombraría como el Movimiento de Países No Alineados. Desde la independencia de India, se desempeñó como Alto Comisionado en el Reino Unido, Embajador ante las Naciones Unidas, y ministro de Defensa. Como ministro de Defensa, jugó un papel en conflictos militares como la Crisis del Congo, la Anexión de Goa, y la guerra sino-india. Durante su mandato como ministro de defensa, India vio el establecimiento de un complejo militar-industrial doméstico y sistemas educativos, las Escuelas Sainik (inglés: Sainik School), la Organización de Investigación y Desarrollo de Defensa (DRDO), y otras instituciones de defensa y militares, mientras profesionalizaba al Cuerpo Nacional de Cadetes y entidades similares.
Escribió el primer borrador del Preámbulo de la Constitución de India, creó la Asamblea Constituyente de India, y trabajó con Nehru, Mountbatten, Sardar Patel, y V.P. Menon para elaborar la mecánica de la independencia de India. Al regresar a India, fue elegido para ambas cámaras del parlamento indio por circunscripciones como Mumbai, Bengala, y Trivandrum en su estado natal de Kerala. Permaneció como miembro del Lok Sabha hasta su muerte.

## Primeros años y educación

### Familia
Menon nació en una familia aristocrática Nair en Thiruvangad, Thalassery, y luego se mudó a Panniyankara en Kozhikode, Kerala, donde el Tharavad (casa ancestral) de Vengalil mantenía propiedades, incluida su sede pathinarakettu de dieciséis salas. Fue nombrado en honor a su padre, K. Krishna Kurup, quien pertenecía al Tharavad de Komath. V. K. Menon obtuvo su apellido, Vengalil, a través de la sucesión matrilineal.

### Educación
Menon tuvo su educación inicial en el Colegio Zamorin, Kozhikode. En 1918, se graduó de Presidency College, Chennai con un B.A. en Historia y Economía. Mientras estudiaba en el Madras Law College, estuvo involucrado en la teosofía y se asoció con Annie Besant y el Movimiento Home Rule. Fue miembro de los "Hermanos del Servicio", fundados por Annie Besant, quien le ayudó a viajar a Inglaterra en 1924.

## Vida y actividades en Inglaterra
Menon estudió en la London School of Economics, obteniendo una Licenciatura en Ciencias en economía y una Maestría en Ciencias en economía de la Universidad de Londres. Más tarde, estudió en University College London y en 1930, obtuvo una M.A. en Psicología Industrial con honores de primera clase de la Universidad de Londres, por una tesis titulada Un estudio experimental de los procesos mentales involucrados en el razonamiento. En 1934, obtuvo una MSc en Ciencias Políticas con honores de primera clase de la London School of Economics, por una tesis titulada El pensamiento político inglés en el siglo XVII.
En 1934, continuó estudiando derecho y fue llamado al colegio de abogados en Middle Temple, marcando el final de su educación formal a la edad de 37 años. Como abogado, Menon representó pro bono a pobres lascars y a Udham Singh en su juicio por el asesinato de Michael O'Dwyer en venganza por la Masacre de Amritsar.
Durante la década de 1930, Menon trabajó como editor para The Bodley Head y su Twentieth Century Library (1932-1935), para Selwyn & Blount y su serie Topical Books, y luego, desde 1937, para Penguin Books y su fundador Sir Allen Lane. Menon fue el editor de la serie educativa Pelican Books desde su inicio.

### Vida política en el Reino Unido
Después de unirse al Partido Laborista, fue elegido concejal del distrito de St Pancras, Londres, en cuyo contexto se hizo amigo de Edwina Mountbatten, esposa de Lord Mountbatten. Debido al patrocinio de los Mountbatten en la sociedad británica de preguerra, Menon pudo consolidar alianzas políticas con potentados laboristas como Clement Attlee (futuro primer ministro), Sir Stafford Cripps (futuro canciller) y Aneurin Bevan, mientras ganaba entrada a los círculos sociales de Jorge VI y la entonces Reina Isabel. Otros íntimos incluían figuras políticas e intelectuales como Bertrand Russell, J.B.S. Haldane, Michael Foot, E.M. Forster y Reina Frederica de Grecia. St. Pancras más tarde le otorgó la "Libertad del Distrito", la otra persona que la recibió fue George Bernard Shaw. En 1939, el Partido Laborista comenzó a preparar su candidatura para la circunscripción parlamentaria de Dundee, pero eso no se concretó debido a sus conexiones percibidas con el Partido Comunista. Renunció (o fue expulsado, según otras fuentes) del Partido Laborista en protesta, pero se reincorporó en 1944.

#### India League y el movimiento de independencia
En 1928, Menon fundó India League para exigir la independencia total de India del dominio británico. Trabajó como periodista y como presidente de India League desde 1928 hasta 1947. En la década de 1930, Menon junto con otros colaboradores había creado un informe de 554 páginas sobre la situación en India. El informe fue prohibido en India. Menon trabajó para ayudar a Nehru a suceder a Mahatma Gandhi como líder moral y ejecutivo del movimiento de independencia de la India, y para apoyar la ascensión de Nehru como el primer primer ministro de una India independiente. Como Secretario, convirtió a India League en el lobby indio en el Parlamento del Reino Unido, y cambió el sentimiento británico hacia la causa de la independencia india. En 1931, Mahatma Gandhi elogió los esfuerzos de India League por su "propaganda huracanada sobre el peligro para la paz mundial de una India rebelde en cautiverio".
También se interesó en la Asociación de Marineros Coloniales, de donde conoció a Chris Braithwaite y Surat Alley. Los orígenes de la política de no alineación eran evidentes en Menon, donde condenaba a Gran Bretaña y Alemania, aunque marchó varias veces en manifestaciones antinazis. Cuando se le preguntó si India preferiría ser gobernada por los británicos o los alemanes, Menon respondió que "[uno] podría también preguntar a un pez si prefiere ser frito en mantequilla o margarina".

## Roles en la India post-independencia

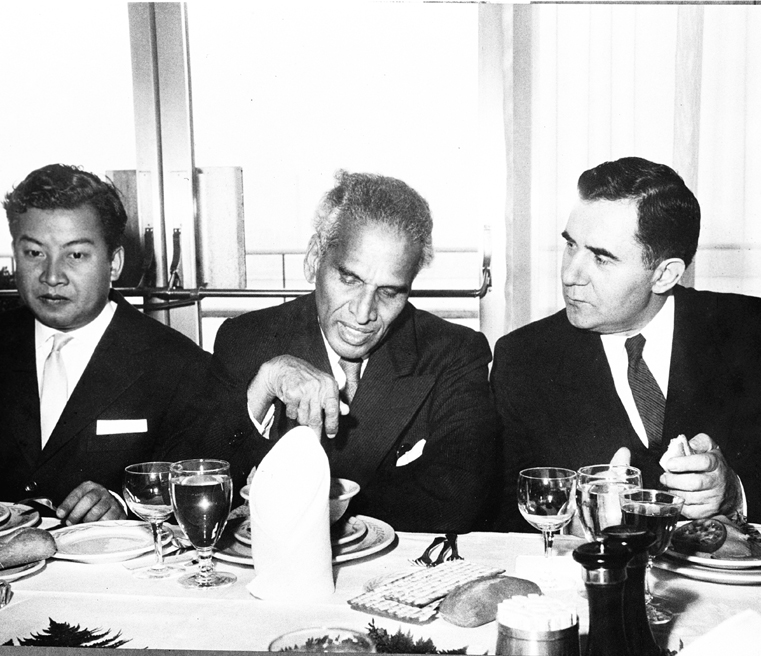
V.K. Krishna Menon (a los 62 años) ofreciendo un almuerzo en 1958 en honor de Su Alteza Real el Príncipe Norodom Sihanouk y Andréi Gromyko, ministro de Asuntos Exteriores de la Unión Soviética.

### Alto Comisionado en el Reino Unido
Después de que India obtuvo su independencia en 1947, Menon fue nombrado Alto Comisionado de la India en el Reino Unido, un cargo en el que permaneció hasta 1952. La desconfianza de Menon hacia Occidente se extendió al Reino Unido, y su oposición a las maniobras políticas británicas llevó a MI5 a considerarlo una "amenaza seria para la seguridad". Desde 1929, Menon había estado bajo vigilancia, con una orden para interceptar su correspondencia emitida en diciembre de 1933, identificándolo como un "trabajador importante en el movimiento revolucionario indio". La vigilancia clandestina se intensificó tras la reunión de Menon en 1946 en París con el ministro de Asuntos Exteriores soviético Vyacheslav Molotov, y la independencia de la India. En 2007, se publicaron cientos de páginas de archivos del MI5 que documentaban su cobertura de Menon, incluidas transcripciones de conversaciones telefónicas y correspondencias interceptadas con otros estadistas y el propio Nehru.

### Representante de la India ante las Naciones Unidas
En 1949, Menon aceptó el mando de la delegación india ante las Naciones Unidas, cargo que ocupó hasta 1962. Dirigió las misiones diplomáticas de la India al Reino Unido y a las Naciones Unidas, y se estableció en asuntos diplomáticos, incluyendo la crisis de Suez. Ideó soluciones para problemas internacionales complejos, incluyendo un plan de paz para Corea, un alto el fuego en Indo-China, las negociaciones de desarme estancadas y la retirada francesa de la ONU sobre Argelia.
Anteriormente, lideró el ala en el extranjero del movimiento de independencia de la India, lanzando la India League en Londres en 1928, movilizando en el Reino Unido para ganar apoyo público para la independencia de la India y de potencias mundiales como la Unión Soviética.

#### Diplomacia y no alineamiento
Durante este período, Menon fue portavoz de la política exterior de Nehru, denominada no alineamiento en 1952, trazando un tercer curso entre los Estados Unidos y la Unión Soviética. Menon fue crítico con los Estados Unidos y expresó simpatías con las políticas soviéticas, ganándose el desagrado de muchos indios al votar en contra de una resolución de la ONU que pedía la retirada de las tropas de la URSS de Hungría, aunque revocó su postura tres semanas después bajo presión de Nueva Delhi.
En 1966, Indira Gandhi consultó a Menon para redactar un plan para Vietnam que pedía un esfuerzo internacional para rehabilitar a Vietnam, Laos y Camboya y criticaba a los Estados Unidos por su papel en la guerra de Vietnam.

#### China y las Naciones Unidas
Menon también apoyó la admisión de China a las Naciones Unidas, lo que le ganó la enemistad de muchos estadistas estadounidenses, incluyendo al senador William F. Knowland. En 1955, Menon intervino en el caso de varios aviadores estadounidenses que habían sido retenidos por China, reuniéndose con el primer ministro chino Zhou Enlai antes de volar a Washington para conferenciar y asesorar al presidente estadounidense Dwight Eisenhower y al Secretario de Estado John Foster Dulles, a solicitud del primer ministro británico Anthony Eden.

#### Desarme nuclear
Menon fue un oponente de las armas nucleares y se asoció con muchos en su búsqueda contra su proliferación.

#### Crisis de Suez
Durante la Crisis de Suez, Menon intentó persuadir a Gamal Nasser para que llegara a un compromiso con Occidente y facilitó que las potencias occidentales se dieran cuenta de que Nasser podría estar dispuesto a comprometerse. Durante la conferencia de emergencia sobre Suez convocada en Londres, Menon, invitado por el primer ministro británico Anthony Eden, ofreció una contrapropuesta al plan de John Foster Dulles para la resolución, en la cual se permitiría a Egipto mantener el control del Canal de Suez.
Aunque conocido por su alineación con el Partido Laborista británico y sus análogos del Commonwealth, en la década de 1950, los diplomáticos mundiales se referían a los aliados de Menon, que incluían a Eden, el ministro de Asuntos Exteriores británico Selwyn Lloyd, el ministro de Asuntos Exteriores canadiense y futuro primer ministro Lester Pearson, el ministro de Asuntos Exteriores australiano y futuro gobernador general Richard Casey, particularmente a la furia del secretario de Estados Unidos, Dean Acheson. La propuesta de Menon fue estimada por los diplomáticos estadounidenses como teniendo más apoyo que el plan de Dulles y se consideró un intento de combinar el plan de Dulles con las reclamaciones de Egipto. El plan de Dulles pasó, con Menon votando en contra, junto con Rusia, Indonesia y Sri Lanka. Sin embargo, Menon atenuó su oposición en las últimas horas, dejando al ministro de Asuntos Exteriores soviético Dmitri Shepilov en contraposición.

#### Discurso sobre Cachemira
En 1957, Menon pronunció un largo discurso en la ONU donde hizo un llamado al compromiso con el plebiscito en el estado de Jammu y Cachemira, criticando a Pakistán por lo que consideró una falta de democracia en la región y sugiriendo que la oposición a un plebiscito era innecesaria dado que la población en el lado indio ya disfrutaba de derechos democráticos.

#### Relaciones Indo-Pakistaníes
Menon fue conocido por su trabajo en la mediación de la disputa sobre Cachemira entre India y Pakistán.
Here's the translated section of the Wikipedia article into Spanish:

## Elecciones

### Rajya Sabha
Menon fue elegido para el Rajya Sabha en 1953 por Madras.

### 1957
En 1957, Menon buscó un asiento en el Lok Sabha, compitiendo por una circunscripción de North Mumbai. Admirado por su defensa de la soberanía de India en Cachemira en el escenario mundial, Menon fue recibido con entusiasmo en la campaña, y ganó en una contienda contra el candidato del PSP, Alvares Peter Augustus, por 47,741 votos (171,708 frente a 123,967).

### 1961
En octubre de 1961, Menon, el ministro de Defensa en funciones, fue desafiado por el anciano de 74 años Acharya Kripalani, un antiguo presidente del Indian National Congress. La carrera, que presenció la intervención directa de Jawaharlal Nehru, fue vista como importante debido a las personalidades y la influencia de los dos candidatos. Tras haber respaldado previamente las políticas exteriores de Menon, Kripalani atacó la personalidad de Menon, buscando evitar la confrontación con el prestigio de Nehru y el Partido del Congreso. Menon ganó casi duplicando el total de votos de Kripalani, y ganando mayorías en los seis distritos del norte de Mumbai. Los resultados electorales establecieron a Menon como el segundo después de Nehru en la política india.

### 1967
En 1962, Menon fue denegado un asiento en Mumbai por el Congreso con el argumento de que era un no Maharashtriano, después de que el liderazgo del Congreso en Delhi cediera a las demandas del Comité Provincial del Congreso de Bombay. Este movimiento del comité había horrorizado a la primera ministra Indira Gandhi, quien comentó que: "Aquí está la cuestión de a quién quiere el partido y a quién quiere la gente. Mi posición entre la gente es incuestionable." Menon renunció al Congreso y se postuló como candidato independiente por la circunscripción de North East Mumbai, de la cual era el actual miembro del parlamento. Perdió frente al candidato del Congreso, el Sr. S.G. Barve, un oficial retirado del ICS, por un margen de 13,169 votos. El Sr. Barve murió más tarde ese año, y su hermana, la Sra. Tara Sapre, se postuló en las elecciones parciales que siguieron como candidata del Congreso. Menon se volvió a postular como independiente y perdió frente a la Sra. Tara Sapre por un margen mayor al que había tenido con su hermano. En ambas elecciones de 1967 y 1969, el Shiv Sena había hecho campaña por ambos candidatos del Congreso.

### 1969
En 1969, Menon se postuló para un asiento en el Lok Sabha por la circunscripción de Bengal Midnapore, corriendo como independiente en una elección parcial, y derrotó a su rival del Congreso por un margen de 106,767 votos en mayo de ese año.

### 1971

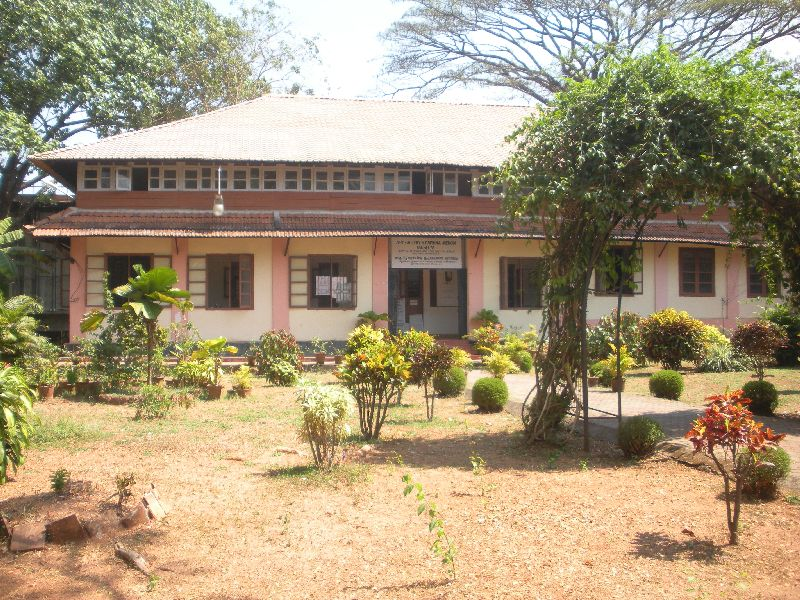
Museo Krishna Menon, Kozhikode, donde se conservan retratos originales de Menon, así como pertenencias personales, cartas, recortes de noticias y otros recuerdos.

En 1971, Menon se postuló para el Lok Sabha por la circunscripción de Thiruvananthapuram en Kerala, en una candidatura respaldada por el partido Congress (Socialist) con el respaldo de Indira Gandhi. Fue elegido con una gran mayoría. Menon sirvió como ministro de Defensa hasta que su partido fue derrotado en las elecciones generales de 1977.

## Legado

### Evaluaciones
Menon fue una figura significativa de la política india durante su vida y ha seguido siéndolo incluso después de su muerte. En respuesta a la afirmación del Secretario de Estados Unidos, John Foster Dulles, de que las armas estadounidenses suministradas a Pakistán estaban destinadas a la defensa contra una invasión soviética, Menon declaró que "el mundo aún no ha visto un arma estadounidense que sólo pueda disparar en una dirección", y que "todavía no he encontrado un tigre vegetariano". En Londres, Menon respondió a la novelista Brigid Brophy: "mi inglés es mejor que el tuyo. Tú simplemente lo aprendiste: yo lo estudié". Cuando se le criticó por los Rolls-Royces que mantenía como vehículos oficiales, respondió: "Apenas puedo alquilar un carro de bueyes para llamar en el número 10 de Downing Street".

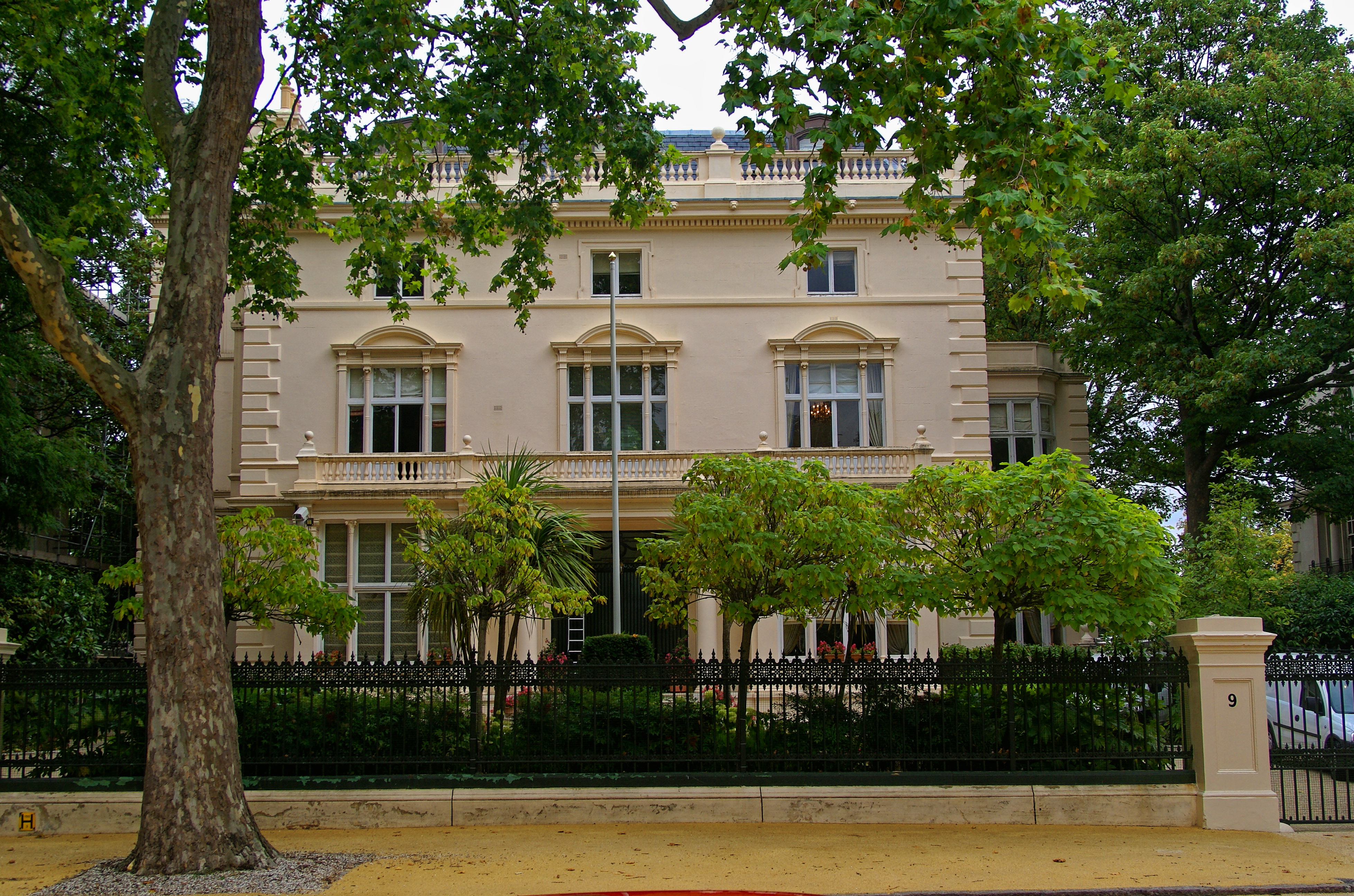
N.º 9 Kensington Palace Gardens - la casa adosada que Menon compró para la residencia formal del Alto Comisionado de la India, aunque se negó a vivir allí.

El presidente indio R. Venkataraman lo describió como "el epítome de un representante del Estado indio, personalmente abstemio pero al mismo tiempo inflexible en mantener el prestigio de su alto cargo."
Su meteórico ascenso fue resentido por muchos líderes séniores del Congreso. En un momento, algunos creían que él sería el sucesor de Nehru. Algunos de sus colegas indios tenían una opinión mixta. El Secretario de Relaciones Exteriores Subimal Dutt comentó que Menon "no siempre medía sus palabras", mientras que el estadista K. R. Narayanan dijo: "India ha tenido la fortuna de contar no sólo con un glorioso legado de cultura y civilización, sino también con una sucesión de grandes hombres, desde Buda hasta Gandhi, desde Ashoka hasta Nehru, desde Kautilya hasta Krishna Menon."
Menon fue despreciado por los estadistas occidentales que detestaban su arrogancia y sus posturas antioccidentales. El presidente estadounidense Dwight D. Eisenhower consideraba a Menon una "amenaza", gobernado por la ambición de demostrar ser el manipulador internacional y político de la era". Las publicaciones occidentales se referían a él como el "Rasputin de India" o el "Genio Malévolo de Nehru".
El papel de Menon en el desarrollo de la infraestructura militar de India ha atraído la atención de analistas y académicos respecto a la importancia de la visión y previsión de Menon en el desarrollo militar. Figuras políticas tan variadas como el presidente y ministro de Defensa R. Venkataraman y el Juez V.R. Krishna Iyer del Supreme Court of India han analizado y defendido el papel de Menon en el ascenso de India como potencia militar. Menon a menudo se destaca como el arquitecto de la autosuficiencia en la producción de defensa de India.

### Reputación intelectual
Ya sea por sus partidarios o críticos, Menon inspiró admiración y detracción tanto en India como en Occidente. Para sus partidarios, fue un defensor de India frente al imperialismo occidental, quien "enseñó al hombre blanco su lugar". Según The Tribune, "Pocos indios han dominado la política global o han despertado tanto asombro y antagonismo como V. K. Krishna Menon, una de las personalidades más destacadas del siglo XX.
Como estudiante, su tutor Harold Laski lo describió como el "mejor" y "brillante" estudiante que había tenido, y el único de quien había aprendido algo. Mientras que su supervisor de tesis, Charles Spearman, al revisar su trabajo con C.E. Beeby, juzgó que "en virtud de un estudio intelectual intenso, junto con capacidad natural, parece haber adquirido maestría en la ciencia psicológica. Además, ha demostrado capacidades tanto para la investigación original como para la exposición. Creo que tiene una carrera distinguida por delante."
Otro supervisor, John Flugel, predijo que cuando se publicara la disertación de Menon "lo haría uno de los jóvenes y brillantes psicólogos de este siglo". Bertrand Russell comentó que Menon era un "joven particularmente brillante" y "un orador excepcionalmente dotado y experimentado y típicamente representativo del pensamiento avanzado de la joven India moderna".
P.N. Haksar atestiguó la "vastedad de su percepción intelectual". “Desde un punto de vista intelectual, no recuerdo haber conocido a ninguna persona con un intelecto más agudo”, comentó Nehru en 1951. Shashi Tharoor, aunque destacó su intolerancia hacia aquellos intelectualmente inferiores a él y su habitual rudeza, subrayó, sin embargo, su "brillantez y resistencia intelectual" y maestría "en el extenso discurso sobre asuntos mundiales, historia humana y política internacional que Menon manejaba de manera magistral". La embajadora sueca Alva Myrdal atribuyó la influencia de Menon sobre Nehru a la brillantez de Menon y a ser el "único contrapunto genuinamente intelectual que Nehru tuvo en su gobierno, con quien podía discutir Marx y Mill, Dickens y Dostoevsky.

## Muerte
Menon se enfermó aproximadamente tres meses antes de su muerte, cuando estaba en Londres para asistir a un evento musical organizado para recaudar fondos para el fondo conmemorativo de Nehru. Fue hospitalizado el 4 de octubre debido a agotamiento. Murió a la edad de 78 años a causa de un infarto el 6 de octubre de 1974.

El presidente indio Fakhruddin Ali Ahmed declaró tras su muerte que el país había perdido a un "estadista eminente y gran líder". Añadió que:
"Menon fue un valiente luchador por la libertad del país y continuó la lucha desde Inglaterra. Sirvió a la India libre con notable distinción y desempeñó un papel crucial en el foro internacional. Su dominio del mundo, su agudeza legal y su habilidad oratoria siempre se usaron para servir grandes causas."
La primera ministra Indira Gandhi describió a Menon como "una figura contemporánea inusualmente contundente que ha dejado una marca distintiva en nuestra vida política". Añadió que:
"Un volcán está extinto. Krishna Menon era una persona de profunda convicción, gran poder intelectual y apasionada dedicación a la causa del país. Su trabajo pionero como portavoz de nuestro movimiento de libertad en Europa y como vínculo con los movimientos radicales de otros países es parte de la historia de nuestra nación. Después de la independencia, fue uno de los exponentes más elocuentes en las Naciones Unidas y en otros foros mundiales de la política de no alineamiento y coexistencia pacífica, así como de nuestra oposición a todas las formas de colonialismo y racismo."
James Callaghan, Secretario de Estado para Asuntos Exteriores y de la Commonwealth y posteriormente primer ministro del Reino Unido, dijo:
"Krishna Menon era un hombre de talentos y personalidad notables que habría brillado en cualquier circunstancia y en cualquier momento, pero para nosotros también era la encarnación del movimiento dentro de Gran Bretaña por la libertad de India."
Se celebró una reunión de todos los partidos en el Central Hall del Parlamento para lamentar la muerte de Menon. En su funeral, se colocaron coronas por parte del presidente Ahmed, el vicepresidente B. D. Jatti, la PM Indira Gandhi y sus miembros del gabinete, así como por el alto comisionado británico y el embajador egipcio. Louis Mountbatten, Jayaprakash Narayan, J. B. Kripalani y otras figuras prominentes también expresaron sus condolencias.

## Vida personal
En privado, Menon se abstuvo de tabaco, alcohol y carne, ayunaba durante días y renunció a su lujosa casa adosada en Kensington Palace Gardens en favor de una sola habitación en la Alta Comisión India durante su período oficial en Londres. Como alto comisionado, Menon recibía el simbólico salario de una rupia por mes, y luego rechazó un salario en su totalidad. Menon se vestía en público con trajes a medida, lo que le ganó el epíteto de "Mephistopheles en un Savile Row suit".

## Premios
En 1954, Menon fue galardonado con el Padma Vibhushan. En 1968, recibió la Orden de Mérito siria del presidente Nureddin al-Atassi. En 2008 fue galardonado póstumamente con la Orden de los Compañeros de O. R. Tambo.

## Conmemoración

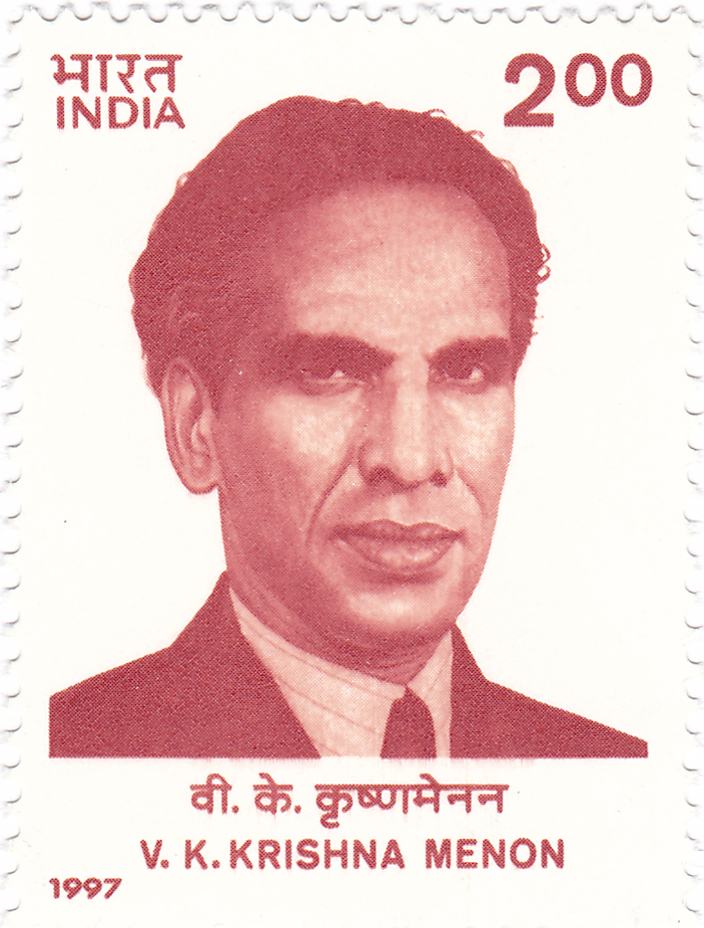
Menon en un sello de 1997.

El Instituto V. K. Krishna Menon se estableció en 2006 para conmemorar y facilitar la vida, los tiempos y los logros de Menon. Uno de los objetivos del Instituto es premiar a personas de India y de la diáspora asiática por sus logros en los campos de la ciencia, la literatura, la economía, la política, la diplomacia y los derechos humanos. En 2013, se colocó una placa azul conmemorativa de Menon en 30 Langdon Park Road, en Highgate, Londres, por English Heritage.